# 廖姓
廖姓是漢字姓氏之一，在《百家姓》中排第342位。廖姓人口在中國大陸排名第61位（2006年數據），廖姓為臺灣第十八大姓，就是俗稱的清廖。

## 起源

### 漢族
1.出自己姓，是以封地名命名的姓氏。古帝顓頊（姓己）有個後裔叫叔安，因封在廖國（又寫作寥，在河南唐河縣西），又稱廖叔安。
2.出自姬姓，召伯廖是周武王的同姓宗室召公奭后裔、春秋時周惠王的卿士，封於召國，召伯廖后人取其“廖”字為姓。
3.出自偃姓，尧、舜贤臣皋陶的后裔，夏朝时受封于蓼（今河南固始县），春秋时建英、立等小国。据《潜夫论》云：“皋陶庭坚之后，封于蓼，子孙以国为氏。”楚穆王四年灭英、立二国，其后子孙有以国为氏或以姓为氏，即为廖氏。
4.出自张姓，入赘廖家而改姓。据《廖氏大宗谱》所载，元代福建省漳州诏安县人张元子入赘廖家，改姓廖，其子孙遂为廖姓。

### 其他民族
因南迁的汉人影響而改姓的民族，例如清乾隆二十三年赐台灣原住民七姓，其一为廖；仫佬族、瑶族、水族、苗族、黎族等亦均有廖姓。

## 得姓始祖
廖（飂）叔安。帝颛顼相传生于若水，居于帝丘（今河南省濮阳东南），为南方楚国的先祖，其后裔叔安夏朝时受封于飂（古廖字）国，故称飂（廖）叔安。春秋时，廖国被楚所灭，国人以国名飂为氏，称为廖姓，廖叔安作为始封国君，被尊为廖姓始祖。

## 分布
廖姓主要分布于广东、四川、广西、湖南四省区，大约占廖姓总人口的56.1％；其次分布在江西、台湾、重庆、湖北、福建等地又占了廖姓总人口的30.3％。广东占廖姓总人口的31.2％，为廖姓第一大省，形成了粤桂湘、川渝鄂、赣闽台三个廖姓聚居中心。

## 堂號
- 武威堂：是流傳最廣、人口最多的廖氏堂號，其後裔從唐代起幾百年間聲勢顯赫。
- 清武堂：福建詔安官陂張廖家族自創之堂號，據《廖氏大族譜》載：“明初時，張元子入贅廖家”，為福建詔安官陂張廖家族之源。族人為了報恩便從張氏郡望「清河」、廖氏郡望「武威」中各取頭一字，合而「清武堂」，張廖家族之廖姓又稱為「雙廖」，傳統之廖姓稱為「單廖」。
- 承祜堂：福建詔安官陂張廖家族張廖天與後代所建
- 崇遠堂：臺灣張廖家族廖朝孔後代所建
- 福安堂
- 福成堂
- 馨德堂
- 紫桂堂
- 知本堂
- 本思堂
- 五桂堂
- 武城堂
- 慕維堂
- 中鄉堂
- 汝南堂
- 世綵堂

## 延伸阅读
[在维基数据编辑]
 《百家姓》
 《欽定古今圖書集成·明倫彙編·氏族典·廖姓部》，出自陈梦雷《古今圖書集成》

## 外部連結
- 黃帝祠-百家姓（繁體中文）
- 世界廖氏宗親總會網站（简体中文）
- 南投廖姓宗親會網站（繁體中文）